# Visiline Jepkesho

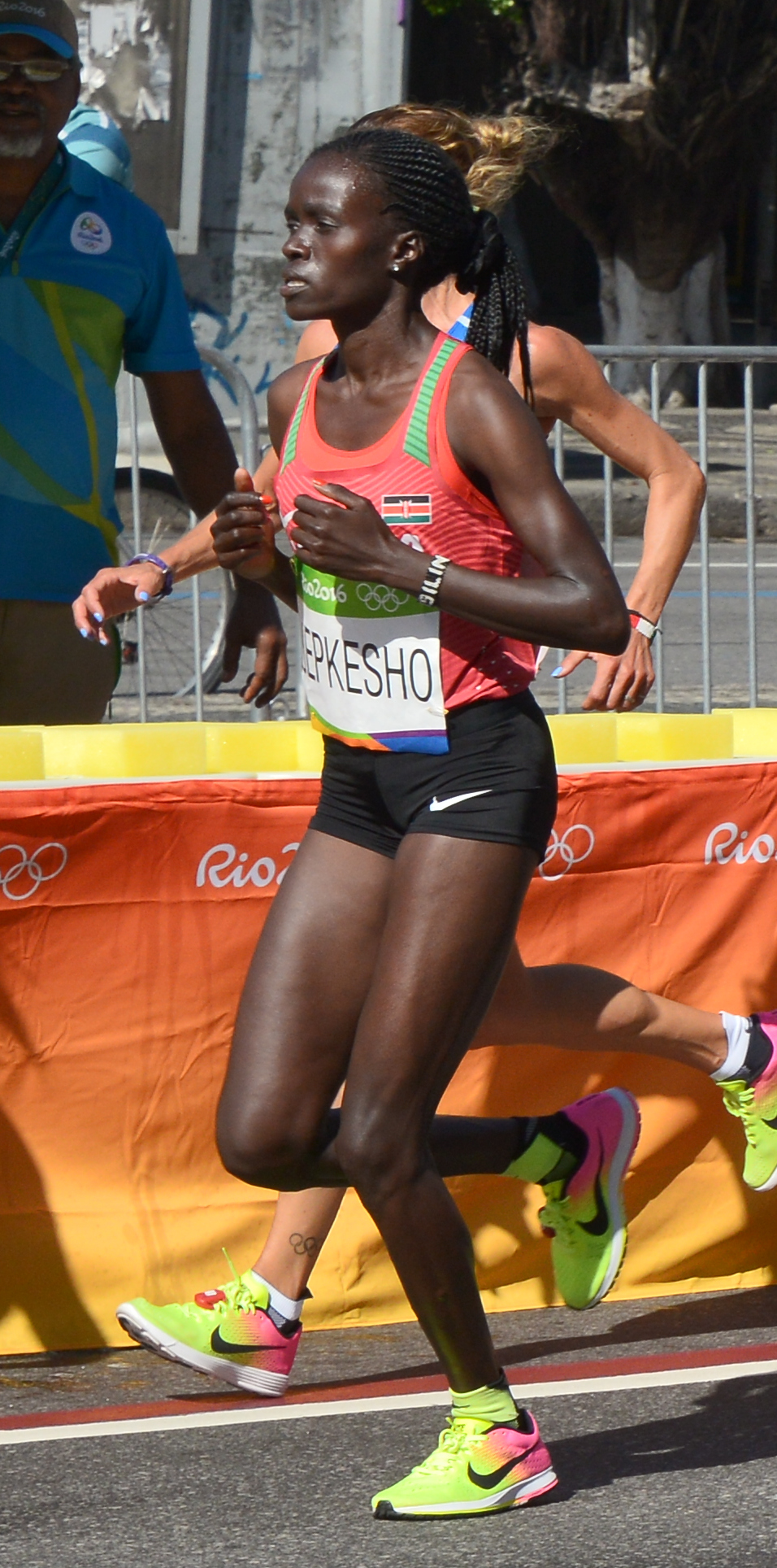
Visiline Jepkesho (2016)

Visiline Jepkesho (* 30. Dezember 1989) ist eine kenianische Langstreckenläuferin.

## Werdegang
2014 gewann sie zunächst am 6. April den Mailand-Marathon in 2:28:40 h und am 18. Mai den Gifu-Seiryū-Halbmarathon in 1:10:53 h. Im Oktober folgte dann noch der Sieg beim Lissabon-Marathon in 2:26:47 h.
Am 12. April 2015 wurde sie Dritte beim Paris-Marathon, für den sie 2:24:44 h benötigte. Im September bestritt sie den Marathon bei den Leichtathletik-Weltmeisterschaften in Peking. Für diesen Lauf benötigte sie 2:36:17 h und landete auf dem 20. Platz.
2016 gewann sie den Paris-Marathon in 2:25:52 h. Im Oktober 2018 gewann sie den Ljubljana-Marathon und stellte mit ihrer Siegerzeit von 2:22:58 h einen neuen Streckenrekord auf.

## Persönliche Bestzeiten
- 10.000 m: 33:01,3 min, 20. Juni 2015, Nairobi
- Halbmarathon: 1:08:12 h, 2. September 2017, Lille
- Marathon: 2:21:37 h, 9. April 2017, Paris